# روجر ريفال
روجر راندال دوغان ريفال (بالإنجليزية: Roger Randall Dougan Revelle)‏، المروف بروجر ريفال (7 مارس 1909 15 يوليو 1991) عالم أمريكي، ساهم في تأسيس جامعة كاليفورنيا بسان دييغو.
كان واحد من أول العلماء الذين درسوا تاريخ المناخ حيث استنتج منه ظاهرة احترار العالمي واكتشف كذلك تحرك تكتونيات صفائح الأرض بعد اطلاعه على معطيات من رواسب الأرض ومن المحيطات اقتناها ما بين 1940-1950.
لقب ريفال (بالعالم الضخم) نظرا لضخامته الجسدية حيث كان بطول 1.90 متر، ونظرا لبراعته في تخصصه.